# ジャッキー・エヴァンコ
ジャクリーン・マリー・“ジャッキー ”・エヴァンコ（Jacqueline Marie "Jackie" Evancho、2000年4月9日 - ）は、アメリカ合衆国の歌手。主にクラシカル・クロスオーバーの分野で活動している。幼少期より広範な人気を集め、アルバム8枚とEP1枚がプラチナディスクを記録しており、うち3枚はBillboard 200のトップ10にランク入りしている。

## 家族と幼少期
ペンシルバニア州ピッツバーグにてイタリア系の父マイケルと母ミサとの間に生まれる。トランスジェンダーの姉ジュリエット、弟ザッカリー、妹レイチェルがいる。
エヴァンコは2004年の映画"オペラ座の怪人"を大いに気に入り、母はそのDVDを購入、エヴァンコは劇中歌を家で歌い始めた。エヴァンコが8歳になる直前に初めてコンペティションに出場するまで、両親はその歌声が他の子供とは違うとは気づかなかったと語っている。初めて出場したコンペティション”Kean Idon”では、エヴァンコは第二位となった。以後は歌唱のレッスンを受け始め、主にペンシルバニア州の教会や高齢者施設で歌い始めた。この時期、YouTubeチャンネルでの配信を始め、2008年から翌年にかけて、Children's Festival Chorus of Pittsburgh (現在のPittsburgh Youth Chorus) で歌っている。2009年にはスクールミュージカル版"赤ずきん"の主題歌を歌った。
2009年には、ラスベガスで開催された第15回U.S.A. World Showcase Talent Competitionに出場し、第二位となった。同年のKean Idolコンテストでも再び二位となった。また、同年、指揮者・作曲者であるTim Janisと公共放送サービス（PBS）のテレビ番組"Celebrate America"に出場し"Ave Maria"を披露。 ほかにもJanisとの共演でコンサートやテレビ番組に出演している。2009年から翌年にかけ、ペンシルバニア州で複数の公演を行っている。

## 来歴

### デビッド・フォスターとの出会い、Prelude to a Dream
2009年、レコードプロデューサーのデイヴィッド・フォスターから注目 され、出場した"Hitman Talent Search Contest"で2位となり 、同年10月、ニュージャージー州プルデンシャルセンターで開催されたコンサート"David Foster & Friends"で歌唱を披露した。  
2009年11月、デビューアルバム"Prelude to a Dream"をリリース。  同アルバムでは、主に"Con te partirò"、”Amazing Grace”などのクラシカル・クロスオーバー曲をカバーしている。エヴァンコのアメリカズ・ゴット・タレント出演後の2010年8月、同アルバムはビルボード200チャート121位、同クラシック部門第2位となった。

### アメリカズ・ゴット・タレント出場
2010年、NBCのアメリカズ・ゴット・タレント第５シーズンに出場。 8月10日の準々決勝ではプッチーニのアリア"O mio babbino caro"を歌唱し 、審査員から熱烈な反応を得た。  コメンテーターはエヴァンコに対し口パクだったかどうかを尋ねたが 、翌日のショーでエヴァンコは即興で歌い、生の歌声であることを示した  。
準決勝では"Time to Say Goodbye"を歌唱 。トップ10ラウンドに進み、アンドリュー・ロイド・ウェバーの"Requiem"から"Pie Jesu"を歌唱し、決勝に進出。  ピッツバーグ市長らはその翌週を"ジャッキー・エヴァンコ・ウィーク"と宣言 。9月14日に行われた決勝で歌唱されたのは、グノーの"アヴェ・マリア"であった。 翌晩のシーズンフィナーレで、ゲストアーティストのサラ・ブライトマンと共に"Time to Say Goodbye"を歌唱。結果は、マイケル・グリムに次ぐ２位であった 。多くの視聴者とコメンテーターは、エヴァンコの優勝を予感しており、当のグリムも結果に対し驚きを表明した  。最大1600万人の視聴者が同番組を視聴しており、エヴァンコは一挙に有名になった 。フィナーレのショーは、同番組過去3年間で最高の視聴率となった 。シーズンフィナーレの1週間後のThe Tonight Showにゲストとして参加・歌唱し、 ジェイ・レノのインタビューを受けた 。エヴァンコは、2013年発行の書籍"Inside AGT：The Untold Stories of America's Got Talent"に取り上げられた。
同年、米国10都市で開催されたツアー"America's Got Talent: Live Tour”に参加 。また、SYCO musicおよびコロムビア・レコードと契約。

### O Holy Night
2010年11月16日、初のメジャーデビューアルバムとなるミニアルバム"O Holy Night"をコロムビア・レコードよりリリース。ビルボード200の2位にランクインし、エヴァンコは2010年のベストセラーデビューアーティストとなり、また、トップ10でデビューした最年少のソロアーティストとなりました 。また、クラシックアルバムチャート で1位に、ホリデーアルバムチャートで2位となった 。同アルバムはリリース最初の週に239,000部が販売され 、全米レコード協会によりプラチナディスク認定され 、エヴァンコは米国でプラチナを獲得した史上最年少のソロアーティストとなった 。また、同アルバムはamazon.comの予約ランキングで1位、年間3位を記録している。
プロモーションのため、2010年10月のオプラ・ウィンフリー・ショー を皮切りに、The Today Show、 The View、などに出演 。ピッツバーグでのMy Macy's Holiday Parade 、NBCのロックフェラーセンター・クリスマスツリー点灯式 、ワシントンDCでのナショナル・クリスマスツリー点灯式   、ディズニーパークの27周年クリスマス・パレードなどで歌唱を披露。ナショナル・クリスマスツリー点灯式（2010年12月9日）ではバラク・オバマ大統領と共演した。
"O Holy Night"は2011年のビルボードクラシックアルバムチャート1位となった 。また、同年の米国でのベストセラーアルバム15位、カナダでも31位となった。

### Dream with Me
2011年6月14日、デヴィッド・フォスタープロデュースのアルバム"Dream with Me"をリリース。ビルボード200チャート2位、同クラシック・アルバムチャートで1位 となり、全米レコード協会からゴールドディスク認定  された。このアルバムにより、エヴァンコは、イギリスのチャートで5位以内のデビューとなった史上最年少のアーティストとなった 。アルバムには、ポピュラーソング（"Angel"）、クラシック音楽（アリア"オン・ブラ・マイ・フ"）、およびオリジナル曲（"Dream with Me"）が含まれている  。また、バーバラ・ストライサンドやスーザン・ボイルとのデュエットも含まれている。 ターゲットより、４曲のボーナストラックを含むデラックスエディションがリリースされている 。オールミュージックの評価は5点中3.5であった 。
2011年に放送されたPBSの特別番組"Dream With Me In Concert"は、同年のPBS番組中最高視聴率を稼ぎ、また、Great Performanceシリーズ過去38年の中で最高視聴率を記録した 。CD/DVDセットは、 ビルボードのトップミュージックビデオチャート1位となった  。エヴァンコは、ブリテンズ・ゴット・タレント2011年6月のシーズンフィナーレおよびアメリカズ・ゴット・タレントの 2011年9月シーズンフィナーレにゲストアーティストとして出演し、"Nessun Dorma"を歌唱した 。
2011年7月より2012年6月  にかけて、アルバムのプロモーションのため全米ソロツアーを行い 、オーケストラとの共演で18公演を行った 。
2011年のビルボードチャートでは、"Dream With Me"はクラシックアルバム部門2位、全米アルバム部門45位となった。

### Heavenly Christmas
2011年11月1月、Rob Mounseyプロデュースのクリスマスアルバム ”Heavenly Christmas"をリリース  。”The First Noël"や”O Little Town of Bethlehem"などの伝統的なクリスマス・キャロル、"I'll Be Home for Christmas" や”White Christmas"などのスタンダードナンバー、1982年のアニメーション映画"The Snowman"より"Walking in the Air"、2004年の映画”ポーラー・エクスプレス” より”Believe"などが収録された 。同アルバムは当初米国のウォルマートで独占的に販売され、2012年10月になりウォルマート以外でも販売された。
同アルバムは、ビルボード・クラシック・アルバム・チャートで1位、ホリデー・アルバム・チャートで3位、ビルボード200で最高11位にランクインした 。また、カナダではアルバムチャートで9位にランクイン 。Allmusicは3つ星 、ソルトレイクシティトリビューンは「A-」と評価 した。The Wall Street JournalのChristopher John Farleyは、「エヴァンコは過去の人生、未来の自分、あるいは本物の天使をチャネリングしているようだ」と評した。
アルバムのプロモーションのため、エヴァンコは、The View、The Talk、The Tonight Showに出演 。2011年12月には、ニューヨーク州バッファロー、ニュージャージー州アトランティックシティ 、ペンシルバニア州ピッツバーグで プロモーションのためのコンサートを行った。同アルバムは、ビルボードの2011年ベストセラーチャートの4位にランクし 、2012年のカナダのアルバムチャートで41位にランクした。

### Songs from the Silver Screen
2012年10月2日、4枚目のフルアルバムとなる"Song from the Silver Screen"をリリース 。人気映画の音楽を中心に、"Pure Imagination"（"夢のチョコレート工場"）、"愛を感じて"（"ライオン・キング"）、"I See the Light"（"塔の上のラプンツェル"）、"マイ・ハート・ウィル・ゴー・オン"（"タイタニック"）、"魅惑の宵"（"南太平洋"）などで構成されている。また、トランペット奏者クリス・ボッティとのコラボレーションによる"The Summer Knows"（"おもいでの夏"）、Canadian Tenorsとのコラボレーションによる"Come What May"（"ムーラン・ルージュ"）を収録している。 Allmusicのレビューでは、5点中3.5点と評価された。
2012年のPBS特別番組 Jackie Evancho:Music of the Moviesは、アルバムとほぼ同じ曲目をセレクションした  。エヴァンコは、2012年8月の東京フィルハーモニー交響楽団との共演を皮切りに、42都市でのツアーを行った 。また、2012年後半にNBC、ABC、CBS、Fox、CNN各局のテレビ番組に出演しインタビューを受けた  。
同アルバムはビルボード200で7位、クラシック・アルバム・チャートで1位 、カナダ・アルバム・チャートで22位 となった。その後、13週連続でビルボード200に入り、72週連続でクラシック・アルバム・チャートに入った 。また、2013年のクラシック部門アルバム第4位に、2014年には第36位となった。

### Awakening
2014年9月23日、Sony MasterworksのPortrait Recordsレーベルから、5枚目のフルアルバムとなる"Awakening"をリリース。エヴァンコは、2014年11月から2016年まで続いたコンサートツアーと、PBSスペシャル番組でアルバムをプロモーションした 。アルバムには、ラフマニノフの"ヴォカリーズ"などのクラシック曲の他、U2の"With or Without You"などポップミュージックのカバー、複数のオリジナル曲 が含まれている。なお、ウォルマートのデラックスエディションには、6つのボーナストラックが含まれていた 。
エヴァンコは、アメリカズ・ゴット・タレント第9シーズンに出演しアルバムを宣伝し 。また、NBCのToday Show 、 The Queen Latifah Show  、Oprah Winfrey Network 、Dr. Phil showにも出演 。アルバム名を冠したツアーは2014年11月に始まり 、全米に加え、コスタリカとカナダでもそれぞれ1回公演を行った 。
ビルボード200チャートのデビューランキングは17位 、 クラシックアルバムのチャートで1位となった 。エヴァンコは、ビルボード・クラシック・アルバム・チャートでの5連続の1位となった 。Digital Journalの Markos Papadatosは、同アルバムにA評価を付け、「エヴァンコ温かいクラシックボーカルのおかげで、最初から最後まで素晴らしい」と評価。2014年のビルボード・ベストセラー・クラシック・アルバムでは第11位 、2015年には第3位 、2016年には第31位となった 。また、同アルバムは72週連続でビルボード・クラシック・アルバム・チャートにランクインした。

### Someday at Christmas、Two Hearts
2016年10月28日、Sony MasterworksのPortraitラベルより、6枚目のフルアルバムであり3枚目のホリデー・コレクションである"Someday at Christmas"をリリース。以前にリリースされた9曲に加え、スティービー・ワンダーの反戦ソング"Someday at Christmas"、2バージョンの"The Littele Drummer Boy"（うち1バージョンはイル・ディーヴォとの共演）で構成されている。
ビルボード200ランクは93位、ビルボード・クラシック・アルバム・チャートで1位となり、クラシックチャートでの1位は6年連続となった。ホリデーアルバムチャートでは最高3位 となった。2016年のクラシックアルバムとしては27位 となった。
2017年3月31日、ソニーのPortraitレーベルより、7枚目のフルアルバムとなる"Two Hearts"をリリース 。エヴァンコ自身の作詞作曲を含む最初のアルバムとなった。
2017年4月、同アルバムからのミュージックビデオ”Pedestal”をリリース 。同5月、アルバムのプロモーションのためのツアーを開始 。ビルボード200でのデビューチャートは100位 、クラシック・アルバム・チャートでは1位となり、クラシックチャートでの連続1位記録を7回に伸ばした  。2019年2月、エヴァンコはアメリカズ・ゴット・タレント・チャンピオンズに出場したが、決勝には進出できなかった が、シーズンのフィナーレショーに出演した。

### The Debut
2019年4月12日に、ミュージカル曲を中心とした8枚目のアルバム"The Debut"をリリースした 。
同アルバムは、 ビルボード・クラシック・アルバム・チャートでの連続1位記録を8連続に伸ばした  。

### その他の音楽活動、慈善活動

#### 2009年～2012年
2009年のユナイテッド航空93便テロ事件の犠牲者追悼式典 、 2010年メジャーリーグピッツバーグ・パイレーツのホーム開幕戦 、2011年NHLウィンターシーズンに出演しアメリカ合衆国国歌を歌唱  。
2011年、メトロポリタン歌劇場の若き音楽家たちとFestival of the Arts Bocaで共演  。同年、アリゾナ州フェニックスで開催された、 パーキンソン病闘病者のためのモハメド・アリ主催のイベント"Celebrity Fight Night"に出演  。2011年5月放送のオプラ・ウィンフリー・ショー最終回に出演し、Over the Rainbowを歌唱 。
2011年10月に初来日。日本テレビ「行列のできる法律相談所」（12月4日放送）に出演し、「天使の歌声」を披露した。2012年1月、再来日し東京Bunkamuraオーチャードホールで開催されたMusical meets Symphonyにて東京フィルハーモニー交響楽団と共演 。また、同月11日に放送された「スッキリ!!」（2012年1月11日放送）に出演。その間に、日本の皇室の前で歌唱したとエヴァンコ本人のツイッターに投稿している  。
Canada's Got Talentの 2012年シーズンフィナーレにゲストとして出演 。
2012年6月、サンクトペテルブルク国際経済フォーラムの開会式で、ディミトリー・ホロストフスキー、スミ・ジョーと共演。
2012年8月、広島で開催された"Peace for World"コンサートに出演。同年、カリフォルニア州マーフィーズにてトニー・ベネットと共演  。また、同10月には、テキサス州ダラスのKlyde Warren Parkのオープニング式典でダラス交響楽団と共演  。また、慈善団体WhyHungerおよびセフォラと提携して、エヴァンコの楽曲"To Believe"にちなんで名付けられた入浴製品を提供し、WhyHungerの飢饉撲滅活動に貢献した 。

#### 2013年～2015年
2013年、ラスベガスのベラージオホテルで開催された世界水の日のイベントに、200人以上のシルク・ドゥ・ソレイユのメンバーとともに参加し、 One Drop Foundationが掲げる世界的なクリーンな水へのアクセスと教育プログラムに貢献した  。
2013年4月、台湾でホセ・カレーラスと共演  。同年5月、ジョージア州アルファレッタで、トニー・ベネットおよびアトランタ交響楽団と共演  。ワシントンDCで行われたA Capitol Fourthでは、国歌と"Can You Feel the Love Tonight"を歌唱。
2013年後半、ユタ州ソルトレイクシティにて、米国の公立学校で音楽と芸術の指導を奨励する財団のためのコンサートJackie Evancho＆Friends：We are Hopeに出演。同年サンクスギビングデーには、NFLグリーンベイ・パッカーズ対デトロイト・ライオンズ戦にて国歌を斉唱。Foxにて放送された 。12月には、カーネギーホールで開催されたクリスマス・チャリティーコンサートに出演 。
2014年9月、デイヴィッド・フォスター財団が主催した、臓器移植を必要とする子供を持つ家族のためのコンサートに出演  。11月、ユニセフのイマジン・プロジェクトのため、国連本部でジョン・レノンの”イマジン”を歌唱 。
2015年、タイで開催されたアンドレア・ボチェッリのコンサートにゲスト出演。タイの新聞The Nationのレビューでは、「地球上に天使の音に近いものがあれば、それはジャッキー・エヴァンコの声に違いない」とコメントされた 。8月、マレーシアで開催されたDavid Foster and Friendsコンサートに出演し 、エド・シーランの”All of the Stars”をカバー   。9月、教皇フランシスコのフィラデルフィア来訪に合わせて開催されたWorld Meeting of Familiesに出演  。12月、NFLピッツバーグ・スティーラーズ対インディアナポリス・コルツ戦で国歌を斉唱。同月、自身のレーベルであるJE Touring最初のシングルとなる、テイラー・スウィフト"Safe＆Sound"のカバーをリリースした。

#### 2016年以降
2016年1月、フロリダ州ネイプルズにて、虐待を受けた女性や子供のためにシェルターを提供する団体のチャリティー昼食会に出席 。同年、サム・スミスの"Writing's on the Wall"のカバーシングル・ビデオ、スカイラー・グレイの"Coming Home（Part II）"のカバーシングル・ビデオをリリース 。また、4月には、メジャーリーグピッツバーグパイレーツのホーム開幕戦で国歌を斉唱 。
同年、Peter Zizzoによるオリジナルのポップソング"Apocalypse"をリリース。ビルボードは、エヴァンコが「名声を得たクラシックの世界の外に一歩踏み出した」と評したものの、エヴァンコは、ビルボードのインタビューで、「自分のクラシック・ボイスを最も愛している」 と答えている。一方、The New Yorker誌レビュアーは、「"Apocalypse"は甘ったるく（cloying）、彼女は自身のジャンル（クラシック）以外では平凡（unremarkable）である」と評した 。
2016年9月、カナダのマニトバ州ウィニペグにで開催された、子供の臓器移植やその家族を支援するデヴィッド・フォスター財団の会合に出演 。
2017年1月20日、ドナルド・トランプのアメリカ合衆国大統領就任式で国歌斉唱を行った  。エヴァンコ本人は、国歌斉唱は政党には無関係（apolitical）であると述べた が、ソーシャルメディアやマスコミ において、様々な立場から多くのコメントを受けた 。ビルボードのインタビューに対し、「特定の政治やトランプ氏のためではなく、国のために国家を斉唱し、誇りに思っている」（"I was not doing it for politics or Trump, but for my country. I was proud of that decision"）と述べている。同日、国歌"The Star-Spangled Banner"、"American the Beautiful"、"God Bless America"の3曲からなるミニアルバムミニアルバム"Together We Stand"をリリースした。エヴァンコは、このアルバムからの利益は、自身のトランスジェンダーの姉ジュリエットを支援するLGBT支援団体に寄付すると表明した  。同アルバムの3曲は、ビルボードのクラシックデジタルソングセールスチャートで、それぞれ2位、4位、5位にチャートインした 。
2017年、中国で開催された、トロイ戦争に基づく大規模な音楽祭”Troy”に出演し、タイラー・ベイツ作曲のテーマ曲”Set Me Free"を歌唱  。2018年、カリフォルニア州San Juan Capistrano教会保存団体のイベントに出演 。2019年、ピッツバーグでコンサートを開催し、ホームレスやLGBTQの若者を支援する団体The Brave Heart Foundationに寄付を行った 。

### 女優、モデル活動
幼少期より、"赤ずきん"で主役を務めるなど、ミュージカルに出演している  。また、2010年の映画『ある日モテ期がやってきた』にエキストラとして出演  。最初のテレビ出演は、ディズニー・チャンネル”Wavers of Waverly Place”シリーズの2011年のエピソード"Back to Max"であり、"America the Bearutiful"を歌っている 。
2013年、ロバート・レッドフォードが監督兼主演を務めた『ランナウェイ/逃亡者』において、レッドフォード演じるジム・グラントの娘役として映画出演    。
2012年にアパレルブランドGUESSのモデル を 、2014年に同じくアパレルブランドJustice Girls Clothingのモデルを務め、その他企業広告や公共サービスの公表に登場している。 

## ディスコグラフィー

### スタジオアルバム
| タイトル                     | レーベル          | 発売日         |
| ---------------------------- | ----------------- | -------------- |
| Prelude to a Dream           | （Self-released） | 2009年11月10日 |
| Dream with Me                | Syco/Columbia     | 2011年6月3日   |
| Heavenly Christmas           | Syco/Columbia     | 2011年11月1日  |
| Songs from the Silver Screen | Syco/Columbia     | 2012年10月2日  |
| Awakening                    | Portrait          | 2014年9月23日  |
| Someday at Christmas         | Portrait          | 2016年10月28日 |
| Two Hearts                   | Portrait          | 2017年3月31日  |
| The Debut                    | JE Touring        | 2019年4月12日  |

### ライブアルバム
| タイトル                            | レーベル                    | 発売日        |
| ----------------------------------- | --------------------------- | ------------- |
| Dream With Me In Concert            | Sony / Columbia / Syco      | 2011年9月12日 |
| Jackie Evancho: Music of the Movies | Sony / Columbia             | 2012年        |
| Awakening                           | Sony Masterworks / Portrait | 2014年9月23日 |

### ミニアルバム
| タイトル                                 | レーベル                    | 発売日         |
| ---------------------------------------- | --------------------------- | -------------- |
| O Holy Night                             | Syco                        | 2010年11月16日 |
| Together We Stand: America The Beautiful | Sony Masterworks / Portrait | 2017年1月20日  |